# Peridotita
La peridotita es una roca ígnea plutónica formada por lo general de olivino (peridoto) acompañados de piroxenos y anfíboles. Es muy densa y de coloración oscura. Se cree que es la roca mayoritaria en la parte superior del manto terrestre. 
Algunos tipos de peridotita son la piroxenita, compuesta casi por completo por piroxeno; la hornblendita, variedad rara con predominio de hornblenda; la dunita, compuesta casi exclusivamente de olivino, y la kimberlita, variedad que contiene diamante. La peridotita es la fuente más importante de cromo.
Estudios recientes de la universidad de Columbia (Nueva York) atribuyen a esta roca la capacidad de absorber dióxido de carbono.